# Rostislav Lesjtsjinski
Rostislav Lesjtsjinski (Kiev, 5 december 1957) Is een Oekraïense Internationaal Grootmeester dammen.
Hij begon met Braziliaans dammen (wat met dezelfde regels  op het 64-velden-bord wordt gespeeld) en werd in die sport in 1987 wereldkampioen. 
Zijn beste resultaat is het veroveren van de Europese titel in 1977. 
Hij heeft in de Nederlandse damcompetitie gespeeld voor Houdt Stand Hoogezand (in het seizoen 1989/90 met 3 uit 2) en Damclub Vorden.

## Resultaten in (inter)nationale kampioenschappen

### Jeugdkampioenschappen
Hij eindigde in het juniorenwereldkampioenschap 1975 in Amsterdam met 13 uit 9 op de 3e plaats achter Geert van Aalten (15 pt.) en Toine Brouwers (14 pt.).

### Nationale kampioenschappen
Hij behaalde in het kampioenschap van de Sovjet-Unie een top-3-klassering met de 2e plaats in 1976, 1982 en 1984 (gedeeld met Anatoli Tsjoelkov) en de 3e plaats in 1985. 
Bij zijn enige deelname aan het Oekraïens kampioenschap behaalde hij in 2019 de 4e plaats met 12 uit 11. 

### Europees kampioenschap
Hij nam 2x deel aan het Europees kampioenschap met de volgende resultaten: 
| Jaar | Locatie  | Klassering | Score | W–R-V |
| ---- | -------- | ---------- | ----- | ----- |
| 1977 | Brussel  | Goud       | 12-20 | 8-4-0 |
| 1983 | Deventer | 6e         | 11-12 | 3-6-2 |

### Wereldkampioenschap
Hij nam 1x deel aan het wereldkampioenschap met het volgende resultaat: 
| Jaar | Locatie | Klassering | Score | W-R-V  |
| ---- | ------- | ---------- | ----- | ------ |
| 1980 | Bamako  | gedeeld 6e | 21-27 | 7-13-1 |